# Unión Atlético Maracaibo
O Unión Atlético Maracaibo foi um clube de futebol venezulano fundado em 2001.
Com sede na cidade de Maracaibo, a equipe participou da Primeira Divisão Venezuelana e mandava seus jogos no Estádio José Pachencho Romero com capacidade para 45 mil pessoas. Em 2005 conquistou seu primeiro e único título nacional. Com quatro participações na Copa Libertadores da América entre 2004 e 2008, em 2011 encerrou suas atividades por conta de problemas financeiros e foi refundado como "Atlético Maracaibo" para competir na Terceira Divisão do futebol venezuelano.

## Títulos
- Primeira Divisão Venezuelana (1): 2005[2]